# Slow tour padano
Slow tour padano è un programma televisivo italiano di genere enogastronomico e naturalistico, in onda su Rete 4 dal 29 novembre 2020, ideato e condotto da Patrizio Roversi.

## Il programma
Patrizio Roversi va alla scoperta dei luoghi e delle eccellenze enogastronomiche della Pianura Padana con la sua ricchezza produttiva, la sua agricoltura e la sua storia, a bordo di una vecchia motocicletta. Vari sono i prodotti agricoli ed ittici di cui viene seguita la lavorazione come il prosciutto, l'aceto balsamico, il formaggio, il latte e le vongole ed il ricorso ad elementi culturali ed artistici come il pittore Ligabue, le proprietà degli Estensi ed il Museo delle Giostre: il tutto condito da momenti di ilarità garantite dalla partecipazione dello chef giapponese Hirohiko Shoda e del comico Cesare Cecio Panini.

## Edizioni
| Edizione | Anno      | Conduzione       | Periodo          | Periodo          | Puntate | Regia            |
| Edizione | Anno      | Conduzione       | Inizio           | Fine             | Puntate | Regia            |
| -------- | --------- | ---------------- | ---------------- | ---------------- | ------- | ---------------- |
| 1ª       | 2020-2021 | Patrizio Roversi | 29 novembre 2020 | 3 gennaio 2021   | 6       | Giuseppe Ghinami |
| 2ª       | 2021      | Patrizio Roversi | 23 ottobre 2021  | 4 dicembre 2021  | 6       | Giuseppe Ghinami |
| 3ª       | 2022      | Patrizio Roversi | 29 aprile 2022   | 3 giugno 2022    | 6       | Giuseppe Ghinami |
| 4ª       | 2023      | Patrizio Roversi | 24 novembre 2023 | 30 dicembre 2023 | 6       | Giuseppe Ghinami |

## Programmazione
| Edizione | Rete televisiva | Anno      | Stagione        | Orario      | Durata | Programmazione | Programmazione | Programmazione | Programmazione | Programmazione | Programmazione | Programmazione | Collocazione |
| Edizione | Rete televisiva | Anno      | Stagione        | Orario      | Durata | L              | M              | M              | G              | V              | S              | D              | Collocazione |
| -------- | --------------- | --------- | --------------- | ----------- | ------ | -------------- | -------------- | -------------- | -------------- | -------------- | -------------- | -------------- | ------------ |
| 1ª       | Rete 4          | 2020-2021 | autunno-inverno | 14:15-15:20 | 65 min |                |                |                |                |                |                |                | Day-time     |
| 2ª       | Rete 4          | 2021      | autunno         | 15:35-16:40 | 65 min |                |                |                |                |                |                |                | Day-time     |
| 3ª       | Rete 4          | 2022      | primavera       | 12:55-14:00 | 65 min |                |                |                |                |                |                |                | Day-time     |
| 4ª       | Rete 4          | 2023      | autunno-inverno | 15:35-16:40 | 65 min |                |                |                |                |                |                |                | Day-time     |